# Massariovalsa caudata
Massariovalsa caudata är en svampart som beskrevs av Ellis & Everh. 1893. Massariovalsa caudata ingår i släktet Massariovalsa och familjen Melanconidaceae.   Inga underarter finns listade i Catalogue of Life.